# 阿特湖
阿特湖（Attersee），奥地利的一个湖泊，为萨尔茨卡默古特地区面积最大的湖泊。该湖总面积45.9 km²，南北长20公里，东西4公里。
湖中的鱼类主要有白斑狗鱼、褐鲑鱼、虹鳟、欧洲鳗鲡、江鳕、鲤鱼等。